# Sa Ràpita
Sa Ràpita és un nucli costaner del terme municipal de Campos, al Sud-est de l'illa de Mallorca. El seu nom és d'origen àrab, rabita, que vol dir "l'ermitatge fortificat". Ara bé, no s'ha descobert mai cap construcció de l'època musulmana a la zona i es desconeix si mai n'hi va haver cap. Al segle xvi s'hi va construir una torre de defensa, anomenada torre de Son Durí perquè es trobava dins les terres d'aquesta possessió.
Sembla que a l'indret no hi havia hagut cap nucli històric de pescadors. La gent de Campos, tradicionalment dedicada a l'agricultura gràcies a les fèrtils terres del terme, sempre havia viscut d'esquena a la mar, que es veia com a font de perills (arreu del terme hi ha diverses torres de defensa contra els atacs dels pirates). A principis del segle xx, alguns campaners varen establir petites casetes d'estiueig a la zona i hi construïren alguns escars per guardar-hi les barques, aprofitant que la costa era baixa i rocallosa. Els primers a instal·lar-s'hi ho feren als establits de les possessions de Son Durí, Ca n'Estela i Can Mandana. Posteriorment, ja ben entrat el segle xx, el nucli començà a expandir-se amb l'establiment de Son Catlar i sa Vinyola.
El darrer terç del segle XX s'establí "es Tancat", que va donar al nucli la màxima expansió cap al terme de Llucmajor, que comença a la possessió d'es Llebeig o es Llobets, que limita amb es Tancat per la part est. També es va construir un Club Nàutic, al límit entre la platja de Sa Ràpita i l'inici de la costa rocallosa.
En l'actualitat, molts de terrenys adjacents s'han urbanitzat i el nucli ha crescut desmesuradament. Els primigenis habitants campaners s'han convertit en minoria amb l'establiment de les terres interiors de Son Durí, Ca n'Estela, Son Catlar i petits establits darrere es Tancat. Tot i això, no ha perdut el seu caràcter tranquil i residencial, car no s'han construït, per ara, establiments hotelers.
Els mesos d'estiu, però, Sa Ràpita pateix nombroses aglomeracions de gent que es desplaça a les platges de la zona, de les més ben conservades de l'Illa.
Geogràficament parlant, Sa Ràpita, amb l'extensió actual, ocupa un bon tros del cantó sud-oest del terme de Campos, just al límit amb el terme de Llucmajor, al fons de la Badia que duu el seu nom, que s'estén entre la Punta Plana (s'Estalella, Llucmajor) i la Colònia de Sant Jordi (ses Salines). Entre Son Bieló (ja dins Llucmajor) i Sa Ràpita, només queda sense urbanitzar un tram d'uns 300 metres, pertanyents a la possessió des Llebeig.
El terreny és rocallós, i la costa, presidida per la silueta de l'illa de Cabrera, és baixa i bastant recta, i s'estén en direcció est - oest. Quasi tots els escars que s'hi construïren a principis del segle xx varen ser esbucats a finals del segle passat i principis del present en aplicació de la Llei de Costes. En sa majoria, però, el seu estat de conservació era molt lamentable. Només se'n conserven dos. Després del club nàutic, al fons de la badia, la costa gira cap al sud-est i es converteix en arenosa.
El seu clima és ventós i sec, al voltant dels 400 mm anuals. Més càlid de nit que l'interior de la plana campanera, i més temperat a l'estiu per la influència marítima, amb un embat que hi incideix des del sud - sud-oest. Els vents que més alcen la mar quan hi ha temporal són els de llebeig, típics de l'hivern i que hi originen els majors temporals.
Sa Ràpita celebra les seves festes patronals el dia de la Mare de Déu del Carme, 16 de juliol, amb una processó marítima i diverses activitats lúdiques i culturals.

## Habitants
El 2020 s'hi varen registrar 1200 habitants, tots ells hi viuen tot l'any. Però a l'estiu hi ha més del doble de gent, perquè en ser un poble de costa hi ha molts de turistes i gent mallorquina i campanera que hi van a passar les vacances.
És un poble que els darrers anys ha tengut un creixement espectacular i continu.

## Patrona
El juliol és el mes de la seva festa. El 16 és la Mare de Déu del Carme, i durant els dies de festes hi ha atraccions a primera línia de la costa i, a més, focs artificials fins i tot dins la mar, amb diversos actes culturals i religiosos, que culminen amb una processó marítima per davant de la cosa rapitenca. En la processó sempre hi ha un vaixell llogat per l'Ajuntament de Campos on, a més de les autoritats, hi navega una imatge de la Mare de Déu.
Aquesta festa fou revisitada després de la dictadura, ja que en aquell temps la festivitat era el 18 de juliol, i es canvià a dos dies abans.

## Es Club Nàutic i s'Arenal de Sa Ràpita

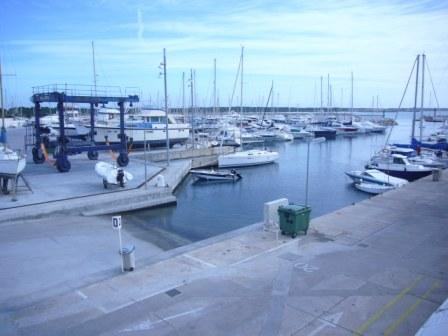
Club Nàutic de sa Ràpita.

Sa Ràpita té també un Club Nàutic amb bar-restaurant, port esportiu i una platja, anomenada s'Arenal de Sa Ràpita, que connecta amb ses Covetes i, després de passar aquest poblet, arriba fins a es Trenc. Al final d'es Trenc hi ha sa Colònia de sant Jordi. Per tant, es pot anar caminant des de s'Arenal de Sa Ràpita fins a sa Colònia de sant Jordi, al municipi de ses Salines.